# Даскил (баща на Гиг)
Вижте пояснителната страница за други значения на Даскил.
Даскил (на старогръцки: Δάσκυλος, Daskylos, Daskyles) е в гръцката митология благородник от Лидия в Мала Азия и баща на Гиг.
Според легендата той основава около 700 пр.н.е. град Даскилеон.